# Österreichisches Kabarettarchiv

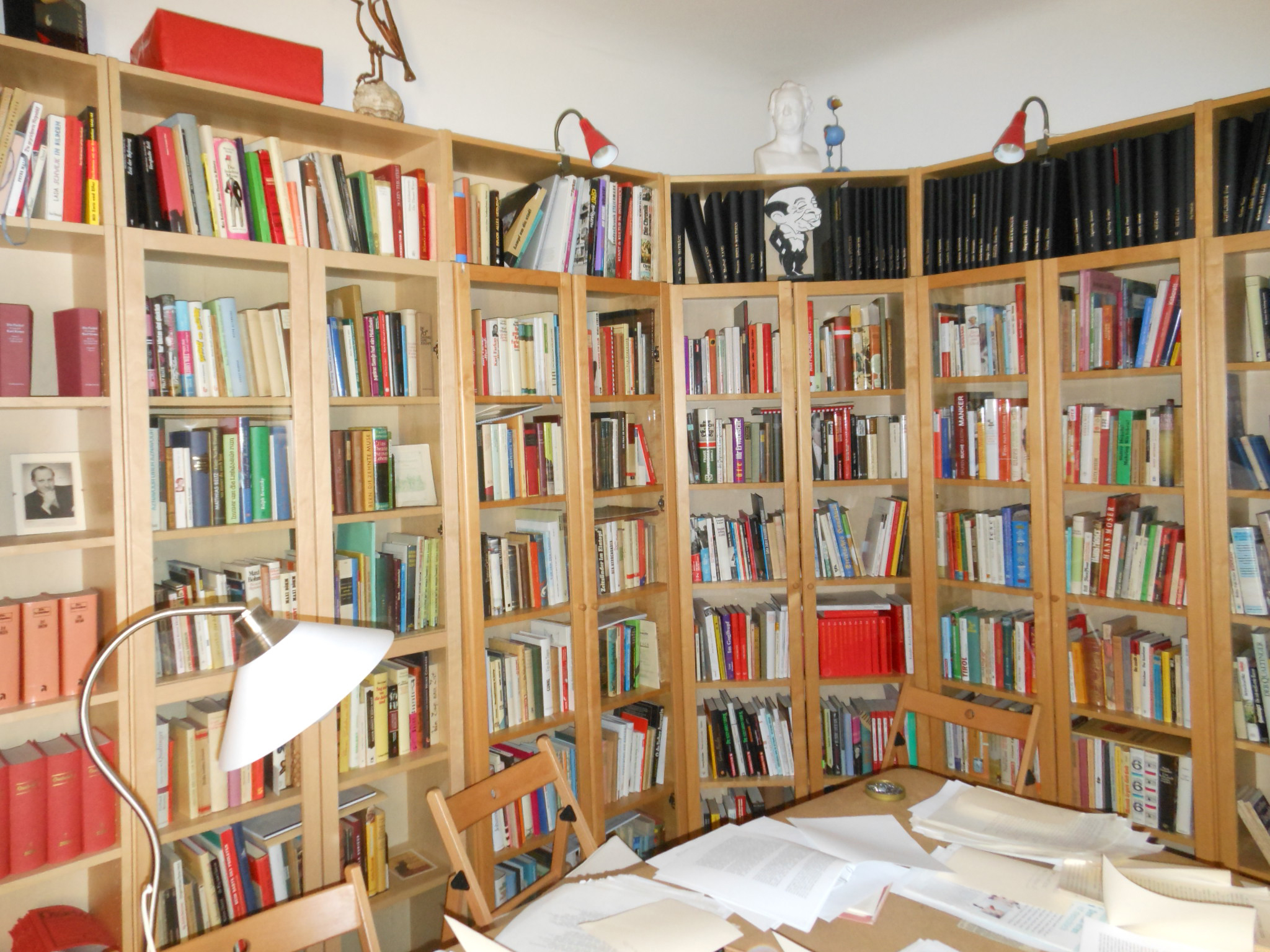
Arbeits- und Benutzerraum im Österreichischen Kabarettarchiv

Das Österreichische Kabarettarchiv (ÖKA) mit Sitz in Graz ist ein Spezialarchiv und Dokumentationszentrum des österreichischen Kabaretts, das sich der systematischen Dokumentation von Kabarett, Kleinkunst und Satire widmet.

## Geschichte
Das Österreichische Kabarettarchiv wurde 1999 auf Privatinitiative als Verein gegründet, ab Mai 2000 mit Unterstützung des Kulturamtes der Stadt Graz aufgebaut und am 1. April 2001 eröffnet. 2004 bereits sah es nach Schließung des jungen Archivs aus, nachdem die Stadt Graz die Subventionen für das ÖKA gänzlich gestrichen hatte. Im letzten Moment zeichnete sich allerdings ein Ausweg ab: Das Österreichische Kabarettarchiv übersiedelte in die südoststeirische Gemeinde Straden, die dem ÖKA eine neue Wirkungsstätte samt Ausstellungsmöglichkeit anbot. 2005 wurde das ÖKA dort mit einer Ausstellung, die dem im KZ Dachau umgekommenen Kabarettisten Fritz Grünbaum gewidmet war, eröffnet. Acht weitere Ausstellungen folgten, die, als Wanderausstellungen konzipiert, auch in Graz, Salzburg, Budapest, Mainz und Bernburg (Saale) besichtigt werden konnten. 2009 drohte trotz erfolgreicher Ausstellungs- und Publikationstätigkeit, Benutzer/innenzuwachs und massiver Bestandserweiterung wiederum das Aus für das kleine Archiv. Nach langen und zähen Verhandlungen konnte das Österreichische Kabarettarchiv wiederum nach Graz zurückkehren; ab Jänner 2011 war es im Dachgeschoß des Grazer Literaturhauses in der Elisabethstraße untergebracht. Die Räumlichkeiten wurden von der Karl-Franzens-Universität Graz zur Verfügung gestellt. Bald erreichte aber auch dieser Standort seine Grenzen. Lange Verhandlungen mit der Stadt Graz führten zu einem sehr guten Ergebnis: Im Sommer 2024 konnte das ÖKA endlich den lange ersehnten Umzug in neue, größere Räume – ganz in der Nähe – vollziehen, die die Stadt Graz für das ÖKA angemietet hat. Nunmehr ist es in der Elisabethstraße 22 untergebracht und an der Neuaufstellung wird heftig gearbeitet. Die Archivleiterin Iris Fink ist mittlerweile Dienstnehmerin der Stadt Graz und wird dem Verein zur Förderung des Österreichischen Kabarettarchivs als Subvention zur Verfügung gestellt. Projekte sowie Erhaltung und Ausbau der Archivbestände werden weiterhin über Subventionen und Spenden finanziert.

## Aufgaben und Umfang des ÖKA
Zweck und Aufgabe des Österreichischen Kabarettarchivs ist es, das kulturelle Erbe des Kabaretts zu bewahren und dessen Geschichte bis zur Gegenwart zu dokumentieren, zu erschließen und für die wissenschaftliche Forschung wie die interessierte Öffentlichkeit aufzubereiten. Dies erfolgt auch im Rahmen von Ausstellungen, Publikationen und Veranstaltungen. Die Sammlungen des ÖKA, die laufend ergänzt werden, umfassen eine Fachbibliothek, eine Audio- und Videothek, eine umfangreiche Zeitungsdokumentation (ab 1901) sowie Texte, Autographen, Noten, Chansons, Programmhefte, Fotos, Plakate, Zeitschriften und dokumentarische Vor- und Nachlässe u. a. von Leo Lukas, Ernst Stankovski, Peter Orthofer, Josef Carl Knaflitsch, Dieter Gogg, Emil Breisach, Gerda Klimek Lore Krainer, Chin & Chilla, Günter Tolar, Barbara Klein, Jeanette Tanzer, Viktor Claudius, Ferry Wester, Wolfgang Preissl, Fritz Aumayr, Henriette Ahlsen, Sepp Tatzel, Makabarett, Herbert Granditz, Borobya, Feinkunst-Cabaret WAWA oder den Menubeln.

## Publikationen (Auswahl)
- Berührt, weil geschüttelt – Band 2. Ein Almanach nicht nur der österreichischen Schüttelreim-Szene, herausgegeben von Simon Pichler, Verlag ÖKA, Graz 2024, ISBN 978-3-9504628-7-6
- Jargonpossen & Lebenswelten. Populäre jüdische Bühnen in Wien von 1866 bis 1938. Eine Übersicht mit historischen Textbeispielen, von Hans Veigl, Verlag des Österreichischen Kabarettarchivs, Graz 2023, ISBN 978-3-9504628-5-2
- Clique und Claque. Das „Jung-Wiener Theater zum lieben Augustin“. Über die Anfänge des Kabaretts in Österreich, von Iris Fink und Hans Veigl, Verlag des Österreichischen Kabarettarchivs, Graz 2023, ISBN 978-3-9504628-4-5
- „… und das Lachen höret nimmer auf“. Von politischer Kleinkunst zum Kabarettboom. Kleinkunst in Österreich 1970 bis 2000 – Kulturgeschichte des österreichischen Kabaretts, Bd. 3, von Iris Fink, Verlag des Österreichischen Kabarettarchivs, Graz 2022, ISBN 978-3-9504628-3-8
- Manchmal auch Heiteres. Zwanzig Jahre Österreichisches Kabarettarchiv, von Hans Veigl samt einiger erhellender Einfügungen von Iris Fink, Verlag des Österreichischen Kabarettarchivs, Graz 2021, ISBN 978-3-9504628-2-1
- Karl Farkas und die Zeit zwischen den Kriegen. Gereimtes & Ungereimtes., von Hans Veigl (Herausgeber), Verlag des Österreichischen Kabarettarchivs, Graz 2021, ISBN 978-3-9504628-1-4

- Fritz Grünbaum und das Wiener Kabarett. Biographie & Lesebuch, von Hans Veigl, Verlag des Österreichischen Kabarettarchivs, Graz 2019, ISBN 978-3-9504628-8-3
- „Schöne Schlager und Einkaufstorturen“ Leo Lukas: Familientrilogie. Edition und literatursoziologische Analyse mit Fokus auf Geschlechter und Komik von Fabian Kleindienst, Verlag ÖKA, Graz 2018, ISBN 978-3-9504628-0-7
- Berührt, weil geschüttelt. Ein Almanach nicht nur der österreichischen Schüttelreim-Szene, herausgegeben von Simon Pichler, Verlag ÖKA, Graz 2017, ISBN 978-3-9501427-9-2
- … und Lachen hat seine Zeit, Kabarett zwischen Wiederaufbau und Wirtschaftswunder – Kleinkunst in Österreich 1945 bis 1970 – Kulturgeschichte des österreichischen Kabaretts, Bd. 2, von Iris Fink und Hans Veigl, Verlag ÖKA, Graz 2016, ISBN 978-3-9501427-7-8
- Die demolirte Literatur, von Karl Kraus, Nachdruck der fünften und letzten Buchauflage 1989, herausgegeben und kommentiert von Hans Veigl, Verlag ÖKA, Graz 2016, ISBN 978-3-9501427-5-4
- Oesterreichischer Parnass, bestiegen von einem heruntergekommenen Antiquar, Frey-Sing bei Athanasius & Comp. o. J. (1842). Ein freimütiges Pamphlet über Österreichs Literaten im Vormärz, herausgegeben und kommentiert von Hans Veigl, Verlag ÖKA, Graz 2016, ISBN 978-3-9501427-6-1
- Galgenhumor, Kleine Kunst im Großen Krieg, Ein Beitrag zur k. k. Unterhaltungskultur 1914 bis 1918, von Iris Fink und Hans Veigl, Verlag ÖKA, Graz 2014, ISBN 978-3-9501427-4-7
- Lachen im Keller, Kabarett und Kleinkunst in Wien 1900 bis 1945, Kulturgeschichte des österreichischen Kabaretts, Band 1, von Hans Veigl, Verlag ÖKA, Graz 2013, ISBN 978-3-9501427-2-3
- Mit Goethe im Nacht-Cabaret, Egon Friedell zwischen Kleinkunst und Kulturgeschichte, Verlag des ÖKA, Graz 2013, ISBN 978-3-9501427-3-0
- Verbannt, verbrannt, vergessen und verkannt, Kurzbiographien zum Thema Verfolgung und Vertreibung österreichischer Kabarett- und Kleinbühnenkünstler 1933–1945, Herausgeber Hans Veigl, Verlag des ÖKA, Graz 2012, ISBN 978-3-9501427-1-6
- Entwürfe für ein Grünbaum-Monument, Fritz Grünbaum und das Wiener Kabarett, von Hans Veigl, Verlag des ÖKA, Graz-Wien 2001, ISBN 978-3-9501427-0-9